# 加拿大罕见病组织
加拿大罕见病组织（英語：Canadian Organization for Rare Disorders，缩写：CORD）为加拿大一个全国性注册公益组织，代表罕见病患者，宗旨是为罕见病患者发出统一的声音，推动为罕见病患者建立社会在医疗系统与实行专门的卫生政策。

## 概览
加拿大罕见病组织代表罕见病团体推动加拿大孤儿药发展政策，包括提出国家药物战略中的罕见病昂贵药计划。加拿大罕见病组织正在推动改善加拿大各省与领地新生儿筛查的现代化水平，督促临床试验注册中心为罕见病更有效地开展工作，正在致力于提高罕见病患者进行基因筛查和基因检测的便利性。
加拿大罕见病组织总部位于安大略多伦多，阿尔伯塔分部位于阿尔伯塔埃德蒙顿。